# 김은혜 (농구인)
김은혜(1982년 7월 6일 ~ )는 대한민국의 前 농구 선수이다. 2016-17 시즌부터 KBS N 스포츠의 한국여자프로농구(WKBL) 해설가로 활동 중이다.